# Maurice Gajda

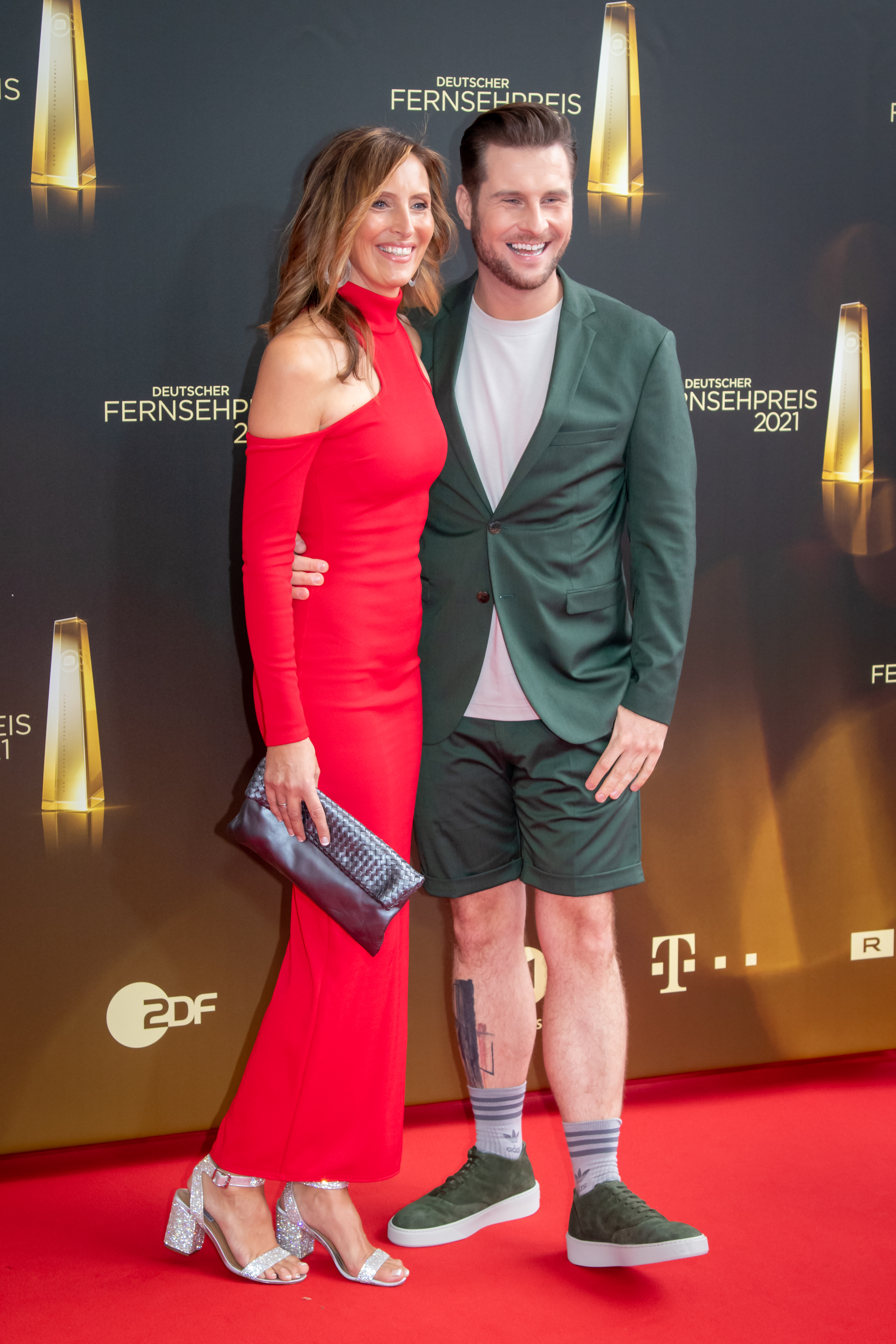
Maurice Gajda (mit Roberta Bieling), 2021

Maurice Gajda (* 23. Mai 1983 in Magdeburg) ist ein deutscher Fernseh- und Radiomoderator. Zuletzt war er für RTL tätig. Vor seiner Zeit bei RTL war er für die Fernsehsender Joiz Germany und ProSieben tätig. Davor moderierte er bei den öffentlich-rechtlichen Radiosendern Radio Fritz beim Rundfunk Berlin-Brandenburg und MDR Sputnik beim Mitteldeutschen Rundfunk.

## Leben
Gajda wuchs in Magdeburg als Sohn einer Lehrerin und eines Messtechnikers auf und absolvierte dort seine Schulausbildung bis zum Abitur 2002. Anschließend war er bis 2003 im Rahmen des Zivildienstes Mitarbeiter der Pressestelle des Bund für Umwelt und Naturschutz Deutschland (B.U.N.D) in Sachsen-Anhalt. Während der Schulzeit engagierte er sich mit 16 Jahren aufgrund seiner Leidenschaft für elektronische Popmusik beim Offenen Kanal Magdeburg. Dort produzierte und moderierte er die wöchentliche Sendung pop10. 2005 beendete Gajda seine Berufsausbildung zum Mediengestalter Bild und Ton, die er am Oberstufenzentrum für Kommunikations-, Informations- und Medientechnik (OSZ KIM) in Berlin und bei den Offenen Kanälen in Sachsen-Anhalt absolvierte.
Er lebt offen homosexuell und in einer Beziehung.

## Karriere
Nach ersten professionellen Erfahrungen mit dem Fernsehen übernahm Gajda 2005 einen Redakteurjob beim Radiosender Rockland Sachsen-Anhalt, ehe er 2008 die sonntägliche Sendung Soundgarden am Abend bei Radio Fritz und die Online-Sendung Mein Fritz TV als Moderator übernahm. Es folgten weitere Sendungen beim Jugend-Radiosender, wie zum Beispiel meinfritz. der werktägliche Soundgarden am Vormittag, die Call-in-Talksendung Blue Moon, sowie Festival-Liveübertragungen wie Die Neuen DeutschPoeten. Zudem arbeitete er redaktionell für den Mitteldeutschen Rundfunk.
2013 wurde Gajda ins Moderatorenteam des Jugendfernsehsenders Joiz Germany aufgenommen. Er setzte sich bei einem öffentlichen Casting und anschließender Onlineabstimmung gegen 19 Mitbewerber durch. Dann moderierte er die Musiksendung Home Run, die sich ausschließlich neuen Musikern und Bands widmete. Im November 2014 startete auf Joiz eine weitere von Gajda moderierte Sendung: X-Plizit, eine Musikclip-Show, die sich gruselig-polarisierenden Musikvideos widmet. Ab August 2015 drehte Gajda für das ProSieben-Magazin Galileo als Reporter für verschiedene Rubriken.
Ab November 2016 moderierte Gajda gemeinsam mit Kevin Klose das Live-Radioformat Talkradio, das auf MDR Sputnik sonntags um 19 Uhr ausgestrahlt wurde. Die Moderation der Sendung Soundgarden am Abend bei Radio Fritz beendete er nach neun Jahren am 19. Februar 2017. Er bleibt in unregelmäßigen Abständen sonntags bei Radio Fritz mit der Sendung Beste Musik mit besten Gästen zu hören.
Seit Dezember 2016 moderiert Maurice Gajda regelmäßig Wintersportreportagen für das deutsche Programm von Eurosport mit dem Schwerpunkt auf der Vierschanzentournee. Im Juni 2017 moderierte Gajda die ProSieben-Show Global Gladiators.
Während der 23. Olympischen Winterspiele 2018 im südkoreanischen Pyeongchang moderierte Gajda tägliche Reportagen für Eurosport. Mit der achten Staffel der ProSieben-Show The Voice of Germany gibt es einen sendebegleitenden Podcast, dessen Moderation Maurice Gajda übernahm. Neben aktuellen Teilnehmern der Show ist Jamie-Lee Kriewitz regelmäßig im Podcast zu hören.
Im Juni 2019 wechselte Gajda zum Sender RTL und ergänzte das Moderatorenteam des Morgenmagazins Guten Morgen Deutschland bis zu dessen Absetzung im Februar 2022, welches er meist mit Roberta Bieling moderierte. Ab Oktober 2019 moderierte Gajda vertretungsweise das werktägliche RTL-Magazin Explosiv – Das Magazin und ergänzte das Moderatorenteam um Elena Bruhn. Gajda war nach Markus Lanz, Alexander Wüster und Boris Henn der vierte männliche Moderator (bei insgesamt 10 weiblichen Moderatorinnen), der das Magazin präsentierte.
Im Rahmen der Vor-Ort-Berichterstattung für die Sendung Ich bin ein Star – Die Stunde danach war Gajda im Januar 2022 in Südafrika und interviewte dort mitgereiste Begleitpersonen der Teilnehmer der 15. Staffel von Ich bin ein Star – Holt mich hier raus!.

## Vorwurf der Fälschung eines Tweets 2023
Mitte August 2023 wurde Gajda von der ehemaligen AfD-Vorsitzenden Frauke Petry beschuldigt, einen ihr zugeschriebenen Tweet in einem Bericht für die Boulevardsendung Explosiv – Das Magazin gefälscht zu haben. In dem angeblichen Tweet habe Petry sich rassistisch über den vietnamesischen Sänger Trong Hieu Nguyen geäußert, wie Gajda in einem Interview mit Nguyen zitierte. Eine wie ein Screenshot anmutende Einblendung im Beitrag stellte sich als nicht gekennzeichnete Fotomontage heraus. Gajda gab an, den Tweet „gesehen und wortgetreu notiert“ zu haben. Eine archivierte Form des Tweets oder einen echten Screenshot konnte er nicht vorweisen.
RTL erklärte zunächst, die Zusammenarbeit mit Gajda auszusetzen, stellte sich ansonsten aber hinter ihn. Der Sender erklärte, Gajda habe den Tweet „im März gesehen und wortgenau notiert“ und er verbürge sich dafür. Die grafische Umsetzung im Design von Petrys Twitter-Profil habe allerdings „gegen unsere journalistischen Guidelines“ verstoßen. Am 18. August 2023 beendete RTL die Zusammenarbeit dann jedoch mit sofortiger Wirkung und erklärte, man habe nach „weitreichenden Prüfungen“ festgestellt, dass keinerlei Hinweise dafür existierten, dass es den nachgebauten Tweet jemals gegeben habe. RTL gab zudem eine Unterlassungserklärung ab und entschuldigte sich bei Frauke Petry.

## Moderationen
- 1999–2014: Moderation und Produktion pop10, Offene Kanäle Sachsen-Anhalt
- 2002–2013: Produktion, Redaktion und Moderation diverser Sendungen der Offenen Kanäle in Sachsen-Anhalt
- 2005–2006: Redaktion bei Rockland Sachsen-Anhalt
- 2008–2022: Moderation und Redaktion bei Radio Fritz[12]
- 2009–2013: Produktion und Moderation des Wettbewerbs SWM MusiCids (Veranstalter: Städtische Werke Magdeburg)
- 2009–2020: Experte für den Radiosender Detektor.fm[13] in der wöchentlichen Rubrik „Musikvideo der Woche“
- 2013–2015: Moderation: Coffee + Charts (Joiz Germany)
- 2014–2016: Moderation X-Plizit (Joiz Germany)
- 2014–2015: Moderation Home Run und Living Room (Joiz Germany)
- 2015–2016: Moderator Talkradio (MDR Sputnik)[14]
- 2015–2019: Reporter / Host Galileo (ProSieben)[15]
- 2015–2016: Moderation Live&Direkt (Joiz Germany)
- 2015–2016: Moderation Check-In (Joiz Germany)
- 2016–2019: Vlog-Reporter Vierschanzentournee (Eurosport)
- 2017: Moderator Global Gladiators (ProSieben)[16]
- 2018: Moderator The Voice Of Germany – Der Aftershow Podcast (ProSieben Sat.1)[17]
- 2018: Vlog-Reporter 23. Olympischen Winterspiele 2018 in Pyeongchang (Eurosport)
- 2019–2023: Moderator Explosiv – Das Magazin (RTL, Vertretung)[18]
- 2019–2022: Moderator Guten Morgen Deutschland (RTL)[18]
- 2021: Moderator Ich bin ein Star – Die große Dschungelshow – Dschungelquiz (RTL.de)
- 2022: Moderator Prince Charming – Der Podcast (RTL+)
- 2022: Interviewer aus Südafrika Ich bin ein Star – Die Stunde danach (RTL)
- 2022: Moderator Ich bin ein Star – Holt mich hier raus! – Der Podcast (RTL+)
- 2022–2023: Moderator Punkt 6 / Punkt 7 / Punkt 8 (RTL, Vertretung)
- 2022–2023: Moderator RTLZWEI News (RTLZWEI, Vertretung)

## Auszeichnungen
- 2001: Bürgermedienpreis, Kategorie „Beste Sendung“ für „Offen & Live“ (vergeben durch die Medienanstalt Sachsen-Anhalt)